# Музей Андрея Тарковского
Музе́йный центр А. Тарко́вского — музей, посвящённый жизни и творчеству кинорежиссёра Андрея Тарковского. Расположен в городе Юрьевце Ивановской области, входит в состав государственного бюджетного учреждения Ивановской области «Музеи города Юрьевца».

## Описание
Музейный центр находится в здании, где с 1941 по 1943 год Андрей Тарковский вместе с матерью Марией Ивановной Вишняковой и сестрой Мариной проживал в период эвакуации. Учреждение было открыто в 1996 году как культурный центр, включающий библиотеку и видеотеку. В центре оборудован кинозал для демонстрации фильмов режиссёра. Библиотечный фонд содержит книги с публикациями стихотворений отца режиссёра — Арсения Тарковского. Значительная часть фотографий, представленных в экспозиции и рассказывающих о семье Тарковских, была сделана другом семьи, фотографом Львом Горнунгом, который также был крёстным отцом Андрея и Марины Тарковских.
В музейном центре хранится часть личного архива Андрея Тарковского, выкупленная Правительством Ивановской области на аукционе Sotheby’s в Лондоне в 2012 году.

## История
Созданию музея предшествовала работа местных краеведов, в частности С. К. Жихаревой, по сбору информации о периоде жизни Тарковских в Юрьевце и поиску дома, где они проживали. Важную роль в этом процессе и в последующем формировании экспозиции сыграла поддержка сестры режиссёра, Марины Тарковской. Традиция проведения Дней Тарковского в городе зародилась ещё до открытия музея: первый такой день был организован в 1990 году и ознаменовался установкой мемориальной доски на доме, где жила семья.
4 апреля 1992 года, в день 60-летия со дня рождения режиссёра, правление Фонда Общества Андрея Тарковского приняло решение выделить 2000 рублей и безвозмездно передать их на формирование экспозиции будущего музея в Юрьевце. Этот документ, подписанный директором Фонда П. Д. Волковой и членом Общества Т. Г. Огородниковой, свидетельствует о ранних этапах работы по увековечению памяти Тарковского на его малой родине.
Центр разместился в доме постройки начала XX века. До передачи здания под музей оно использовалось как коммунальная квартира. С 1933 года две комнаты в этом доме занимал Н. М. Петров, отчим Андрея Тарковского.
Торжественное открытие Музейного центра Андрея Тарковского состоялось 29 ноября 1996 года. Создание музея стало результатом совместных усилий администрации Ивановской области во главе с губернатором В. Н. Тихомировым, администрации Юрьевецкого района во главе с А. М. Васильевым, областного комитета по культуре и искусству (представитель на открытии — И. М. Мельниченко), Госкино, Министерства культуры РФ (представитель на открытии — замминистра П. А. Подобедов), Ивановского государственного объединённого историко-революционного музея им. Д. Г. Бурылина, Фонда А. Тарковского, Инкомбанка, а также краеведов и музейных работников. На церемонии открытия присутствовали сестра режиссёра Марина Тарковская, губернатор В. Н. Тихомиров, глава районной администрации А. М. Васильев, представители Министерства культуры РФ и другие официальные лица. Были получены приветственные телеграммы, в том числе от Сергея Соловьёва, занимавшего тогда пост председателя Союза кинематографистов России, и от сотрудников Музея кино и его директора Наума Клеймана. Обе телеграммы ныне хранятся в фондах ГБУ «Музеи города Юрьевца». В поздравительной речи П. А. Подобедов отметил, что это первый в России музей, посвящённый режиссёру.
В 2007 году была проведена реэкспозиция музея. В конце 2011 года музейный центр отметил своё 15-летие. К этому событию был приурочен показ фильма Дмитрия Тарковского «Встреча с Андреем Тарковским», который автор передал в дар музею.